# Great Day (unvollendeter Film)
Great Day ist eine im Jahr 1930 gedrehte, aber unvollendet gebliebene Verfilmung der gleichnamigen Operette von Vincent Youmans. Joan Crawford sollte die Hauptrolle spielen, war jedoch unzufrieden mit dem Drehbuch und ihrer eigenen Darstellung. Die Dreharbeiten wurden nach einiger Zeit abgebrochen. Von dem Film existieren nur noch einige Setfotos.

## Produktionsgeschichte
Joan Crawford war seit den letzten Tagen des Stummfilms dank einer Reihe von Filmen, die sie als ausgelassene junge Frau der besseren Gesellschaft zeigten, zu Ruhm gelangt. Sie schaffte problemlos den Sprung zum Tonfilm, doch allmählich wirkte ihr Flapperimage unzeitgemäß. Während das Studio Greta Garbo und Norma Shearer regelmäßig in prestigeträchtigen Rollen in aufwändig inszenierten Melodramen präsentierte, war Crawford in kostengünstig produzierten Filmen wie Untamed oder Montana Moon zu sehen.
Vor dem Hintergrund wurde für die Schauspielerin der Auftritt in Great Day zu einem Wendepunkt ihrer Karriere. Metro-Goldwyn-Mayer erwarben die Rechte an der wenig erfolgreichen gleichnamigen Operette von Vincent Youmans Ende 1929. Das Singspiel brachte es lediglich auf 29 Aufführungen, doch zwei der Lieder, mit Texten von Billy Rose und Edward Eliscu, wurden nichtsdestoweniger sehr populär: Without a Song und More Than You Know. Mit dem Aufkommen des Tonfilms erfreuten sich Operetten und Musicals großer Beliebtheit. Das Studio hatte bereits mit Grace Moore und Lawrence Tibbett zwei populäre Sänger unter Vertrag und versuchte jetzt, auch Joan Crawford als Gesangskünstlerin zu lancieren. Die Produktionsvorbereitungen begannen im Frühjahr 1930. Der Film sollte überwiegend an Originalschauplätzen im Süden der USA gedreht werden. Nach umfangreichen Investitionen starteten die Dreharbeiten im September des Jahres. Nach einiger Zeit – die Angaben differieren zwischen zehn Tagen und etlichen Wochen – wurden die Dreharbeiten eingestellt.
Es gibt verschiedene Versionen, warum es zu dieser selbst für MGM ungewöhnlichen Entscheidung gekommen ist: Das Studio war bekannt dafür, seine Filme umfangreichen Previews zu unterziehen und je nach Reaktion des Testpublikums ganze Teile neu zu drehen, so geschehen im Fall von Laughing Sinners oder Die Sünde der Madelon Claudet. Mitunter entschloss sich Louis B. Mayer sogar, komplett abgedrehte Filme nicht in den Verleih zu bringen. 1930 wurden beispielsweise zwei Marion-Davies-Musicals nie veröffentlicht: The Five O’ Clock Girl und Rosalie. Im Fall von Great Day lagen die Dinge jedoch, nach allem was bekannt ist, grundsätzlich anders. Eine Erklärung stützt sich auf die Aussagen von Joan Crawford in ihrer Biographie A Portrait of Joan. Danach war die Schauspielerin mit dem Drehbuch und ihrer Darstellung einer leichtlebigen Southern Belle unzufrieden. Sie wandte sich daraufhin direkt an Louis B. Mayer und bat darum, von den Verpflichtungen entbunden zu werden. Trotz erheblicher Investitionen von bislang 280.000 US-Dollar habe Mayer Crawfords Bitte entsprochen. Eine andere Theorie wertet Crawfords Vorstoß und Mayers Zustimmung als gezielte Racheaktion der beiden an Irving Thalberg. Thalberg stand damals in hohem Ansehen in Hollywood. Bei MGM hatte er nahezu unbeschränkten Zugriff auf alle Projekte und fast völlig freie Hand bei der Besetzung der von ihm persönlich betreuten Filme. Von seiner Allmacht profitierte in erster Linie seine Ehefrau Norma Shearer, die unter seiner Anleitung von einer mäßig begabten Schauspielerin zur First Lady der Leinwand aufstieg. Besonders Joan Crawford hatte unter der Bevorzugung von Shearer seit Jahren zu leiden. Wann immer sie eine Rolle spielen wollte, die Prestige und dramatisches Potential hatte, musste sie mit Shearer konkurrieren, die ein über Thalberg quasi das Erstzugriffsrecht auf alle Drehbücher hatte. Crawford verlor auf diese Weise sowohl die Hauptrollen in The Trial of Mary Dugan als auch in The Divorcee, für den Shearer den Oscar erhielt. Auch die Rolle in Paid bekam Joan Crawford erst, als Shearer unmittelbar vor Drehbeginn schwanger wurde.
Parallel dazu hatte sich das Verhältnis von Thalberg und Louis B. Mayer verschlechtert. Der latente Streit rührte hauptsächlich aus dem unterschiedlichen Verständnis über die Ausrichtung des Studios her. Während Thalberg Film als Kunst ansah und daher nur erstklassige Produktionen mit hohen Qualitätsstandards anstrebte, war Mayer eher bestrebt, die Durchschnittskosten zu reduzieren und so den Gewinn zu maximieren. Der Streit soll, so die Vertreter dieser Erklärung, während der Dreharbeiten zu Great Day eskaliert sein. Die Produktion stand, soweit bekannt, unter keinem guten Stern. Das Drehbuch wurde häufig umgeschrieben, die Regie war wenig inspirierend, und die Beteiligten waren mit ihren Dialogen unzufrieden. Für Mayer soll dieses Durcheinander Anlass genug gewesen sein, Crawfords Bitte um Entlassung aus der Verpflichtung zu entsprechen. Langfristig habe Mayer erreichen wollen, Thalberg zu entmachten.
Unabhängig davon war der Markt für Operetten und Revuefilme ab Mitte 1930 durch ein Überangebot völlig zusammengebrochen. MGM zog – wie die anderen Studios auch – rasch Konsequenzen und brach unter anderem die Dreharbeiten für den Film The Hollywood Revue of 1930 ab. Erst Ende 1931 sollte Ernst Lubitsch mit Der lächelnde Leutnant das gesamte Genre durch neue, innovative Ideen wieder zum Leben erwecken. Vor dem Hintergrund war die Entscheidung von Louis B. Mayer, das Projekt Great Day nicht weiterzuverfolgen, auch von wirtschaftlichen Interessen motiviert.